# Shaun Tan
Shaun Tan, född 1974, är en australisk författare och illustratör. 
Tan har publicerat ett tjugotal böcker, bland dem The Rabbits (1998), Borttappad (The Lost Thing, 2000), Det röda trädet (The Red Tree, 2001), Ankomsten (The Arrival 2006) och Berättelser från yttre förorten (Tales from Outer Suburbia, 2008). Filmatiseringen av The Lost Thing belönades med en Oscar för bästa animerade kortfilm 2011. Tan finns översatt till ett tiotal språk, bland annat spanska, tyska, kinesiska, norska och svenska. 
Shaun Tan tilldelades 2011 Litteraturpriset till Astrid Lindgrens minne (ALMA). 

## Biografi
Shaun Tan växte upp i en förort norr om Perth med en kinesisk pappa och en australiensisk mamma. Som liten kände han sig isolerad, och erfarenheterna av detta kan ligga bakom boken "Det röda trädet". Han började som tonåring teckna science fiction och fantasy-serier för mindre specialtidskrifter. Tan arbetar även med musik- och teaterföreställningar och animerad film, liksom med fri bildkonst och muralmåleri. Tan är representerad vid bland annat Göteborgs konstmuseum.

## Utmärkelser
- Hugopriset  för bästa professionella konstnär 2010 (även slutnominerad 2008 och 2009)
- Peter Pan-priset 2011 för ”Ankomsten”[8]
- Litteraturpriset till Astrid Lindgrens minne (ALMA-priset) 2011.[9]

### Som illustratör
- Pipe, av James Moloney (1996)
- The Stray Cat, av Steven Paulsen (1996)
- The Doll, av Janine Burke (1997)
- The Half Dead, av Garry Disher (1997)
- The Viewer, av Gary Crew (1997)
- The Rabbits, av John Marsden (1998)
- The Hicksville Horror, av Nette Hilton (1999)
- The Puppet, av Ian Bone (1999)
- Memorial, av Gary Crew (1999)
- Pretty Monsters av Kelly Link (2008)

#### Som författare och illustratör
- The Haunted Playground (1997)
- Borttappad (The Lost Thing) (1999)
- Det röda trädet (The Red Tree) (2001)
- Ankomsten (The Arrival) (2006)
- Berättelser från yttre förorten (Tales from Outer Suburbia) (2008)
- The Oopsatoreum: inventions of Henry A. Mintox, med Powerhouse Museum (2012)
- Sommarregler (Rules of summer) (2013)